# Birsa
Birsa o Byrsa era una ciutadella emmurallada sobre el port fenici a l'antiga Cartago, actualment a Tunísia. També és el nom del turó de la moderna Cartago sobre el que descansava, i és comú trobar la fórmula conjunta Turó de Birsa per referir-s'hi. La ciutadella dominava la ciutat de sota i formava la principal instal·lació militar de Cartago.

## Etimologia
El seu nom apareix en moneda cartaginesa sota la forma 𐤁𐤀𐤓𐤏𐤕 (bʾrʿt). El seu nom vol dir suposadament 'pell de brau', i fa referència a la llegenda sobre l'estratagema emprada per la reina Dido per obtenir un territori dels númides, consistent en que demanar-los-hi només la superfície que ocupés la pell d'un brau, la qual va retallar amb una finíssima tira en ser-li concedida.

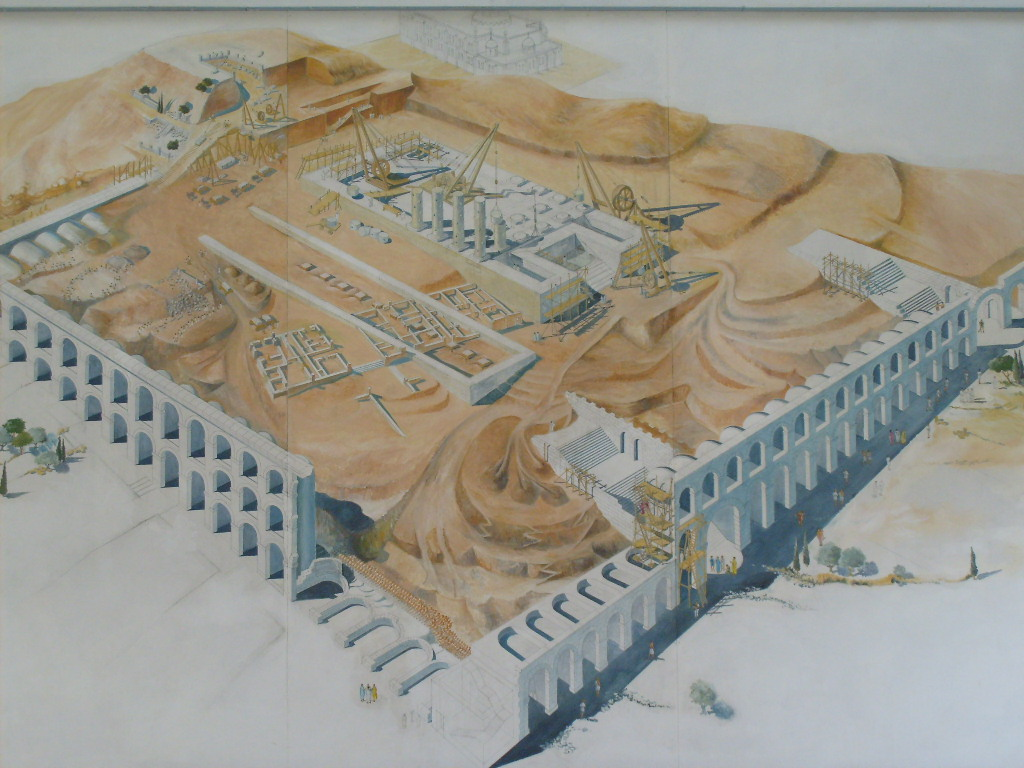
Representació de Birsa al Museu Nacional de Cartago (Tunísia)

## Conjunt
S'hi troben les restes de l'acròpoli de la Cartago púnica i de la Cartago romana, el barri de població púnica dels segles iii i ii aC (conservat perquè la construcció de la ciutat romana a sobre va salvar tot el que va quedar sota), restes romanes sobretot del fòrum i annexes. També en aquest turó hi ha la catedral de Sant Lluís de Cartago bastida pels francesos al segle XIX.
El Museu de Cartago es troba també en aquest turó, a la vora de la catedral, al seminari dels Pares Blancs; hi ha exposades les restes trobades a la zona del turó i rodalia, fenícies, púniques, romanes, amazigues i àrabs; igualment al museu hi ha una biblioteca del període antic, una sala de conferències i un laboratori de restauració i manteniment d'objectes del museu.